# Valerietta niphopasta
Valerietta niphopasta là một loài bướm đêm trong họ Noctuidae.